# Psapharochrus bimaculatus
Psapharochrus bimaculatus là một loài bọ cánh cứng trong họ Cerambycidae.